# Plugot sade

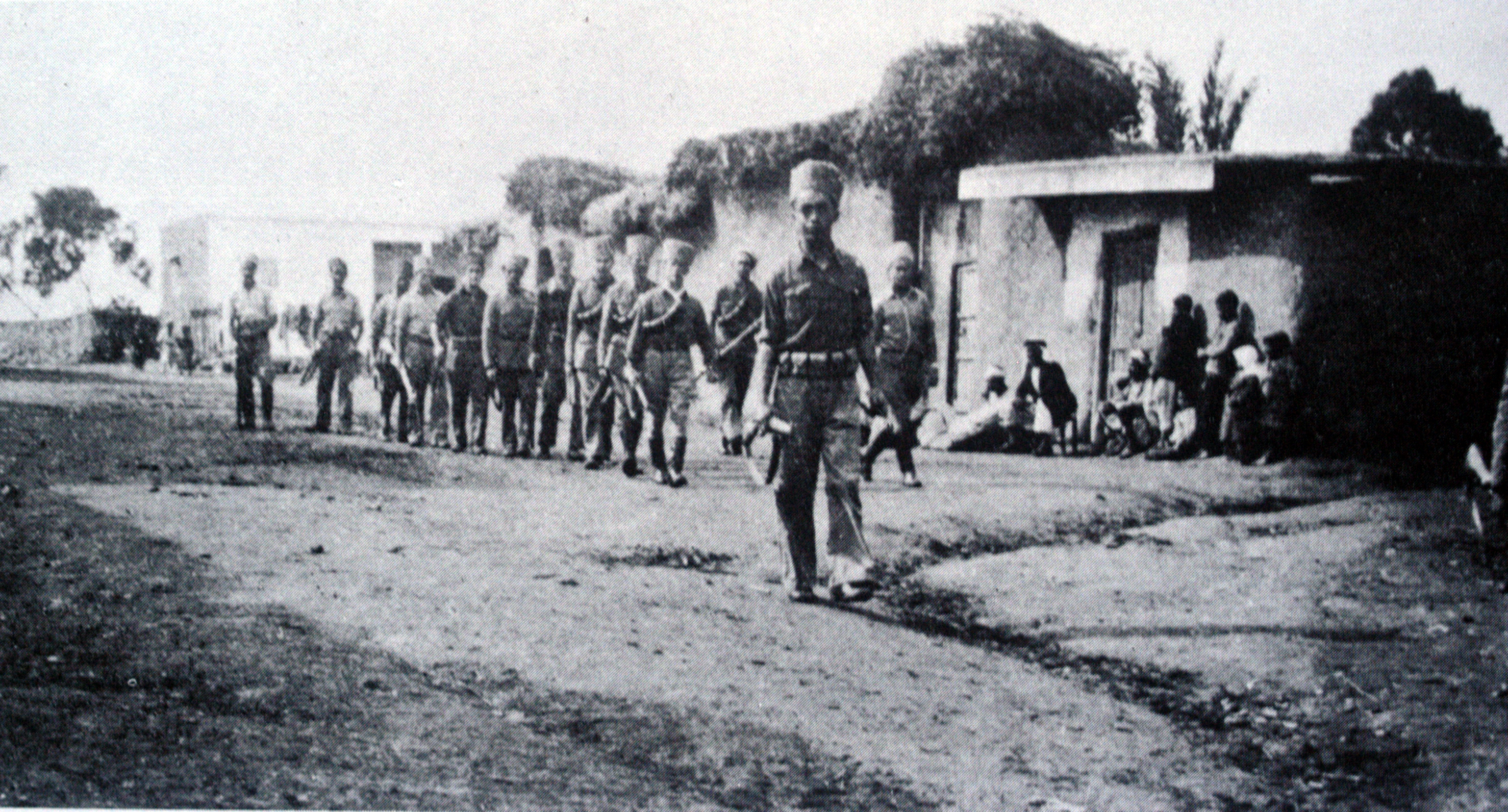
Jednotka Foš prochází kolem vesnice Jasur, poblíž Be'er Tuvji

Plugot sade (hebrejsky פלוגות שדה‎, doslova „Polní roty“, zkráceně Foš, hebrejsky פו״ש‎) byla elitní židovská úderná jednotka, která vznikla roku 1937 jako komando Hagany během arabského povstání v britské mandátní Palestině. Její členové byly osobně vybíráni velitelem Židovské osadnické policie Jicchakem Sadem.
K březnu 1938 měla jednotka celkem 1500 vycvičených příslušníků, rozdělených do 13 oblastních skupin. Byli vyzbrojeni ukradenými britskými puškami Lee-Enfield, granáty a malými zbraněmi a útočili na arabské vesnice v bleskových nájezdech společně se Speciálními nočními oddíly vedenými Orde Wingatem.
Jednotka byla rozpuštěna roku 1939 za účelem vytvoření většího útvaru, známého jako Chejl sade (Chiš, doslova „Polní vojsko“). Během druhé světové války byli veteráni jednotky Plugot sade trénováni Brity jako noční komando.